# Ulla Jensen
Pour les articles homonymes, voir Jensen.
Ulla Jensen est une rameuse d'aviron danoise.

## Carrière
Elle remporte la médaille d'or du deux de couple poids légers avec Regitze Siggaard aux Championnats du monde d'aviron 1990 au lac Barrington et la médaille de bronze dans la même épreuve avec Elisabeth Fraas aux Championnats du monde d'aviron 1991 à Vienne.